# Nitrososphaerota
Thaumarchaeota (do Grego 'thaumas', maravilha) é um filo proposto para o domínio Archaea. É composto por organismos mesofílicos e desenvolvem importante papel nos ciclos geobioquímicos, como o ciclo do nitrogênio. O filo foi proposto baseado em dados filogenéticos, como seqüência de RNA ribossômico, e a presença de uma forma de topoisomerase tipo I, que previamente só era encontrada em eucariontes.

## Classificação
- Filo Thaumarchaeota Brochier-Armanet, Boussau, Gribaldo & Forterre 2008
  - Ordem Nitrosocaldales de la Torre, Walker, Ingalls, Könneke & Stahl 2008
  - Ordem Nitrosopumilales Konneke, Bernhard, de la Torre, Walker, Waterbury & Stahl 2005 [nota 1]
  - Ordem Cenarchaeales Cavalier-Smith 2002 [nota 2]